# 南平柳村
南平柳村（みなみひらやなぎむら）は、埼玉県北足立郡に存在した村。現在の川口市において、旧南平柳村域は「南平（なんぺい）地域」と称されている。

## 地理
- 埼玉県中央（北足立）地域の南端部にあり、南側・東側を東京府（現：東京都）と接する。
- 南側を荒川が西から南に流れ、また西側を芝川東側を新芝川がそれぞれ北から南に流れて荒川に注いでいる。
- 全域が海抜3m以下の低地となっており、自然堤防等の微高地による僅かな起伏を除けば、全体に平坦である。
- 川の多い低地であるため、頻繁に洪水に襲われてきた地域である。特に芝川は荒川が増水するとその逆流を受けて溢れることが多く、明治〜昭和期にかけて放水路の開削や樋門の設置などの防止策がとられてきた。
- 村の西部を南北に日光御成街道（現在の国道122号）が貫いている。
- 2005年（平成17年現在）における川口市南部のうち芝川の東側、すなわち元郷、領家、新井町、朝日、末広弥平、東領家、河原町が、ほぼ旧村域にあたる。
- 上記の範囲の2024年（令和6年）3月1日現在の人口は、65,306人、人口密度は、9,290人/km2である（「埼玉県町（丁）字別人口調査」による）。なお、南平地域全体の2024年（令和6年）3月1日現在の面積は、約7.04km2である。

## 歴史
- 1889年（明治22年）4月1日 - 町村制施行に伴い、北足立郡十二月田村連合戸長役場区域に属する元郷村・平柳領領家村・新井方村・十二月田村・樋爪村・二軒在家村・弥兵衛新田の7ヶ村が合併し、北足立郡南平柳村が成立した[1]。村名中の「平柳」は中世のこの地区の武士の氏にもみられる。北側には北平柳村（現：川口市鳩ヶ谷地域の南部・西部）も存在した。
- 1933年（昭和8年）4月1日 - 北足立郡川口町、横曽根村、青木村と合併・市制施行により川口市となり、南平柳村は消滅した。

## 村長
- 田中徳兵衛